# Hans Abrahamson
Hans Abrahamson (n. 5 mai 1930 la Stockholm - d. 9 iunie 2012) a fost un regizor de filme suedez

## Legături externe
- Hans Abrahamson la imdb.com

1. 1 2  Hans Abramson, Autoritatea BnF